# Campeonato de la WAFF 2014
El Campeonato de la WAFF 2014 fue la octava edición del Campeonato de la WAFF, torneo de fútbol a nivel de selecciones nacionales organizado por la Federación de Fútbol del Oeste de Asia (WAFF). Se llevó a cabo en la ciudad de Doha, en Catar, y contó con la participación de 9 seleccionados nacionales masculinos.
Esta edición del torneo tuvo la particularidad de no haber sido disputada por el defensor del título, Siria. Asimismo, se destacó la ausencia de Irán, máxima ganadora de la competición con cuatro coronas, ya que la federación de aquel país se unió a la recién fundada Federación de Fútbol de Asia Central.
El campeón fue Catar, que superó en la final por 2-0 a Jordania, alcanzando de esta manera su primer título en la competición.

## Sede
La ciudad de Doha, capital de Catar, fue elegida como sede de la competición. Inicialmente, el país árabe había presentado tres estadios, pero la cantidad de recintos se redujo a dos, luego de que la organización retirara de la lista al Estadio Suheim Bin Hamad.
| Al Rayyan                                     | Doha                                               | Al Rayyan Doha Location of the host cities of the 2013 WAFF Championship. |
| --------------------------------------------- | -------------------------------------------------- | ------------------------------------------------------------------------- |
| Jassim bin Hamad Stadium (Al Sadd SC stadium) | Abdullah bin Khalifa Stadium (Lekhwiya SC stadium) | Al Rayyan Doha Location of the host cities of the 2013 WAFF Championship. |
| Capacidad: 15,000                             | Capacidad: 10,000                                  | Al Rayyan Doha Location of the host cities of the 2013 WAFF Championship. |
|                                               |                                                    | Al Rayyan Doha Location of the host cities of the 2013 WAFF Championship. |

## Formato
Las 9 selecciones participantes fueron divididas en 3 grupos de 3 equipos cada una. Dentro de cada grupo, las selecciones se enfrentaron bajo el sistema de todos contra todos, a una sola rueda, de manera tal que cada una de ellas disputó dos partidos. Los puntos se computaron a razón de 3 —tres— por partido ganado, 1 —uno— en caso de empate y 0 —cero— por cada derrota.
Las selecciones ubicadas en la primera posición en la tabla de posiciones final de cada grupo y la mejor de todas las ubicadas en la segunda posición avanzaron a las semifinales. Las llaves de dicha instancia se establecieron a fin de evitar que los dos equipos procedentes de la misma zona se enfrentaran entre sí. Los cruces se disputaron en un solo partido. Los ganadores se cruzaron en la final, cuyo vencedor se consagró campeón.

## Equipos participantes
| Equipos participantes | Equipos participantes | Equipos participantes |
| --------------------- | --------------------- | --------------------- |
| Arabia Saudita        | Irak                  | Líbano                |
| Baréin                | Jordania              | Omán                  |
| Catar                 | Kuwait                | Palestina             |

## Fase de grupos
- Los horarios son correspondientes a la hora de Catar (UTC+3:00).

### Grupo A
| Pos. | Equipo         | Pts. | PJ | G | E | P | GF | GC | Dif. | Clasificación |
| ---- | -------------- | ---- | -- | - | - | - | -- | -- | ---- | ------------- |
| 1    | Catar (H)      | 6    | 2  | 2 | 0 | 0 | 5  | 1  | +4   | Semifinales   |
| 2    | Palestina      | 1    | 2  | 0 | 1 | 1 | 0  | 1  | −1   |               |
| 3    | Arabia Saudita | 1    | 2  | 0 | 1 | 1 | 1  | 4  | −3   |               |

 Fuente: 
| 25 de diciembre de 2013 | Catar      | 1:0 (0:0) | Palestina | Estadio Jassim bin Hamad, Doha                     |                                                    |
| 17:30 AST (UTC+3:00)    | Hassan 90' | Reporte   |           | Asistencia: 4 720 espectadores Árbitro(s): Wang Di | Asistencia: 4 720 espectadores Árbitro(s): Wang Di |

| 28 de diciembre de 2013 | Palestina | 0:0     | Arabia Saudita | Estadio Abdullah bin Khalifa, Doha                          |                                                             |
| 17:30 AST (UTC+3:00)    |           | Reporte |                | Asistencia: 400 espectadores Árbitro(s): Abdullah Al Hilali | Asistencia: 400 espectadores Árbitro(s): Abdullah Al Hilali |

| 31 de diciembre de 2013 | Arabia Saudita | 1:4 (1:1) | Catar                          | Estadio Jassim bin Hamad, Doha                                |                                                               |
| 17:30 AST (UTC+3:00)    | Majrashi 31'   | Reporte   | Khouki 15' 55' · Ahmed 57' 62' | Asistencia: 5 720 espectadores Árbitro(s): Valentin Kovalenko | Asistencia: 5 720 espectadores Árbitro(s): Valentin Kovalenko |

### Grupo B
| Pos. | Equipo | Pts. | PJ | G | E | P | GF | GC | Dif. | Clasificación |
| ---- | ------ | ---- | -- | - | - | - | -- | -- | ---- | ------------- |
| 1    | Baréin | 2    | 2  | 0 | 2 | 0 | 0  | 0  | 0    | Semifinales   |
| 2    | Irak   | 2    | 2  | 0 | 2 | 0 | 0  | 0  | 0    |               |
| 2    | Omán   | 2    | 2  | 0 | 2 | 0 | 0  | 0  | 0    |               |

 Fuente: 
| 25 de diciembre de 2013 | Omán | 0:0     | Baréin | Estadio Jassim bin Hamad, Doha                            |                                                           |
| 20:00 AST (UTC+3:00)    |      | Reporte |        | Asistencia: 750 espectadores Árbitro(s): Banjar Al-Dosari | Asistencia: 750 espectadores Árbitro(s): Banjar Al-Dosari |

| 28 de diciembre de 2013 | Baréin | 0:0     | Iraq | Estadio Abdullah bin Khalifa, Doha                      |                                                         |
| 20:00 AST (UTC+3:00)    |        | Reporte |      | Asistencia: 400 espectadores Árbitro(s): Marai Al-Awaji | Asistencia: 400 espectadores Árbitro(s): Marai Al-Awaji |

| 31 de diciembre de 2013 | Iraq | 0:0     | Omán | Estadio Jassim bin Hamad, Doha                                   |                                                                  |
| 20:00 AST (UTC+3:00)    |      | Reporte |      | Asistencia: 450 espectadores Árbitro(s): Nagor Amir Noor Mohamed | Asistencia: 450 espectadores Árbitro(s): Nagor Amir Noor Mohamed |

### Grupo C
| Pos. | Equipo   | Pts. | PJ | G | E | P | GF | GC | Dif. | Clasificación |
| ---- | -------- | ---- | -- | - | - | - | -- | -- | ---- | ------------- |
| 1    | Jordania | 4    | 2  | 1 | 1 | 0 | 2  | 1  | +1   | Semifinales   |
| 2    | Kuwait   | 3    | 2  | 1 | 0 | 1 | 3  | 2  | +1   | Semifinales   |
| 3    | Líbano   | 1    | 2  | 0 | 1 | 1 | 0  | 2  | −2   |               |

 Fuente: 
| 26 de diciembre de 2013 | Jordania | 0:0     | Líbano | Estadio Abdullah bin Khalifa, Doha                                  |                                                                     |
| 17:30 AST (UTC+3:00)    |          | Reporte |        | Asistencia: 4 320 espectadores Árbitro(s): Ali Sabah Adday Al-Qaysi | Asistencia: 4 320 espectadores Árbitro(s): Ali Sabah Adday Al-Qaysi |

| 29 de diciembre de 2013 | Líbano | 0:2 (0:1) | Kuwait                    | Estadio Jassim bin Hamad, Doha                             |                                                            |
| 17:30 AST (UTC+3:00)    |        | Reporte   | Al-Hajeri 41' · Zayid 85' | Asistencia: 400 espectadores Árbitro(s): Jameel Abdulhusin | Asistencia: 400 espectadores Árbitro(s): Jameel Abdulhusin |

| 1 de enero de 2014   | Kuwait               | 1:2 (1:1) | Jordania                   | Estadio Abdullah bin Khalifa, Doha                      |                                                         |
| 17:30 AST (UTC+3:00) | Al-Hajeri 20' (pen.) | Reporte   | Murjan 12' · Al-Dmeiri 72' | Asistencia: 3 100 espectadores Árbitro(s): Kim Sang-Woo | Asistencia: 3 100 espectadores Árbitro(s): Kim Sang-Woo |

### Tabla de segundos puestos
| Pos. | Grp. | Equipo     | Pts. | PJ | G | E | P | GF | GC | Dif. | Clasificación |
| ---- | ---- | ---------- | ---- | -- | - | - | - | -- | -- | ---- | ------------- |
| 1    | C    | Kuwait     | 3    | 2  | 1 | 0 | 1 | 3  | 2  | +1   | Semifinales   |
| 2    | B    | Indefinido | 2    | 2  | 0 | 2 | 0 | 0  | 0  | 0    |               |
| 3    | A    | Palestina  | 1    | 2  | 0 | 1 | 1 | 0  | 1  | −1   |               |

 Fuente: 
Notas:
1. ↑  Irak y Omán empataron en el grupo B en todo, reclamando el segundo lugar del grupo. Como el ganador del grupo se definió por sorteo, el segundo lugar fue irrelevante, como el segundo lugar del grupo no clasificó a las semifinales, no hubo equipo en el segundo lugar del grupos.

## Fase de eliminatorias

### Cuadro de desarrollo
|  | Semifinales       | Semifinales |                              |   | Final | Final |
|  |                   |             |                              |   |       |       |
|  | 4 de enero – Doha |             |                              |   |       |       |
|  |                   |             |                              |   |       |       |
|  | Catar (t.s.)      | 3           |                              |   |       |       |
|  | Catar (t.s.)      | 3           | 7 de enero – Doha            |   |       |       |
|  | Kuwait            | 0           |                              |   |       |       |
|  | Kuwait            | 0           | Catar                        | 2 |       |       |
|  | 4 de enero – Doha |             | Catar                        | 2 |       |       |
|  |                   | Jordania    | 0                            |   |       |       |
|  | Baréin            | Jordania    | 0                            | 0 |       |       |
|  | Baréin            |             |                              | 0 |       |       |
|  | Jordania          | 1           |                              |   |       |       |
|  | Jordania          | 1           | Partido por el tercer puesto |   |       |       |
|  |                   |             |                              |   |       |       |
|  | 7 de enero – Doha |             |                              |   |       |       |
|  |                   |             |                              |   |       |       |
|  | Kuwait            | 0 (2)       |                              |   |       |       |
|  | Kuwait            | 0 (2)       |                              |   |       |       |
|  | Baréin (p.)       | 0 (3)       |                              |   |       |       |

### Semifinales
| 4 de enero de 2014   | Catar                            | 3:0 (0:0, 0:0) (t. s.) | Kuwait | Estadio Abdullah bin Khalifa, Doha                            |                                                               |
| 17:30 AST (UTC+3:00) | Khouki 93' 112' · Assadalla 120' | Reporte                |        | Asistencia: 3 400 espectadores Árbitro(s): Abdullah Al Hilali | Asistencia: 3 400 espectadores Árbitro(s): Abdullah Al Hilali |

| 4 de enero de 2014   | Baréin | 0:1 (0:0) | Jordania         | Estadio Abdullah bin Khalifa, Doha                                  |                                                                     |
| 20:30 AST (UTC+3:00) |        | Reporte   | Duaij 67' (a.g.) | Asistencia: 4 000 espectadores Árbitro(s): Ali Sabah Adday Al-Qaysi | Asistencia: 4 000 espectadores Árbitro(s): Ali Sabah Adday Al-Qaysi |

### Tercer puesto
| 7 de enero de 2014   | Kuwait                                                 | 0:0 (t. s.)(2:3 p.)        | Baréin                                     | Estadio Jassim bin Hamad, Doha                              |                                                             |
| 16:15 AST (UTC+3:00) |                                                        | Reporte                    |                                            | Asistencia: 1 450 espectadores Árbitro(s): Banjar Al-Dosari | Asistencia: 1 450 espectadores Árbitro(s): Banjar Al-Dosari |
|                      |                                                        | Tiros desde el punto penal |                                            |                                                             |                                                             |
|                      | Al Enezi · Al Hajri · Al Rashidi · Zayid · Al Khusaili |                            | Al Hardan · Abdou Omar · Muthanna · Jaffer |                                                             |                                                             |

### Final
| 7 de enero de 2014   | Catar           | 2:0 (0:0) | Jordania | Estadio Jassim bin Hamad, Doha                                |                                                               |
| 19:00 AST (UTC+3:00) | Khoukhi 52' 81' | Reporte   |          | Asistencia: 8 720 espectadores Árbitro(s): Valentin Kovalenko | Asistencia: 8 720 espectadores Árbitro(s): Valentin Kovalenko |

## Campeón
|                                   |
| Bandera de Catar                  |
| Campeón invicto Catar 1.er título |

## Estadísticas

### Tabla general
| Pos. | Equipo         | Pts | PJ | PG | PE | PP | GF | GC | Dif. | Rend.  |
| ---- | -------------- | --- | -- | -- | -- | -- | -- | -- | ---- | ------ |
| 1    | Catar          | 12  | 4  | 4  | 0  | 0  | 10 | 1  | 9    | 100%   |
| 2    | Jordania       | 7   | 4  | 2  | 1  | 1  | 3  | 3  | 0    | 58,33% |
| 3    | Baréin         | 3   | 4  | 0  | 3  | 1  | 0  | 1  | –1   | 25%    |
| 4    | Kuwait         | 4   | 4  | 1  | 1  | 2  | 3  | 5  | –2   | 33,33% |
| 5    | Irak           | 2   | 2  | 0  | 2  | 0  | 0  | 0  | 0    | 33,33% |
| 5    | Omán           | 2   | 2  | 0  | 2  | 0  | 0  | 0  | 0    | 33,33% |
| 7    | Palestina      | 1   | 2  | 0  | 1  | 1  | 0  | 1  | –1   | 16,66% |
| 8    | Líbano         | 1   | 2  | 0  | 1  | 1  | 0  | 2  | –2   | 16,66% |
| 9    | Arabia Saudita | 1   | 2  | 0  | 1  | 1  | 1  | 4  | –3   | 16,66% |

### Goleadores
6 goles
- Boualem Khoukhi

2 goles
- Fahad Al-Hajeri
- Adel Ahmed

1 gol
- Mohammad Al-Dmeiri
- Saeed Murjan
- Faisal Zaid
- Ali Assadalla
- Moayad Hassan
- Mohammed Majrashi

Autogol
- Mohamed Duaij (ante Jordania)

### Premio al Mejor jugador
| Jugador              | Selección |
| -------------------- | --------- |
| Ali Asadallah Thaimn | Catar     |

### Premio al Mejor arquero
| Jugador               | Selección |
| --------------------- | --------- |
| Sayed Mohammed Jaffer | Baréin    |

### Premio al Juego Limpio
| Selección |
| --------- |
| Catar     |